# Roman Abraham
Roman Józef Abraham (28. února 1891, Lvov – 26. srpna 1976) byl polský generál za druhé světové války.

## Mládí
Narodil se roku 1891 ve Lvově. V roce 1910 dokončil gymnázium. Poté studoval práva ve Lvově a v roce 1915 získal titul doktora práv. Za první světové války sloužil v Rakouské armádě. V listopadu 1918 vstoupil do nové Polské armády, účastnil se Polsko-ukrajinské války. Poté bojoval v rusko-polské válce.

## Mezi válkami
V roce 1919 byl povýšen do hodnosti majora. Od roku 1929 byl velitelem Jezdecké brigády Bydgoszcz, a od května 1937 byl velitelem Velkopolské jezdecké brigády. V březnu 1938 byl povýšen na brigádního generála.

## Druhá světová válka
Jako velitel Velkopolské jezdecké brigády bojoval v sestavě Armády Poznaň.